# 中国人民解放军空军航空兵第二师
中国人民解放军空军航空兵第二师（简称空二师；代号为解放军95357部队），又称“南霸天”部队，是中国人民解放军空军曾经的一个歼击航空师，于1950年11月25日遵照中共中央军委主席毛泽东批准的空军部队编组计划，在上海龙华机场以华东军区抽调的干部和华北军区步兵独立208师师部及其所属的步兵第624团团部为基础成立，最初主要担负上海地区的防空值班任务，并参加了朝鲜战争。自1968年9月24日起，空二师与空二十六师换防，由上海江湾、虹桥机场移驻广东遂溪、广西宁明机场，又曾先后参加了西沙之战及对越自卫反击战。1996年，该师成为继空三师之后全军第2支列装苏-27战斗机的航空兵部队，进而首创了中国空军训练史上共31项先例。
空二师在被裁撤前隶属南部战区空军管辖，师部驻湛江，下设空四旅（驻柳州）、五旅（驻桂林）及六旅（驻遂溪）。
2017年，空军军改裁掉所有歼击机师级单位，空二师正式走入历史，下属各旅独立出去得到保留。一般认为继承空二师建制的是空六旅。

## 领导

### 师长
- 麻振军（2000年5月-）

### 中队长
- 毛金宝